# Vincenzo Camuccini

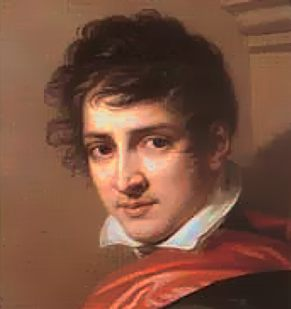
Vincenzo Camuccini, Selbstporträt

Vincenzo Camuccini (* 22. Februar 1771 in Rom; † 2. September 1844 ebenda) war ein italienischer Maler des Klassizismus, Freskant, Gemälderestaurator und Lithograph.

## Leben
Vincenzo Camuccini war durch Vermittlung seines Bruders Pietro (29. Juni 1760–29. Oktober 1833) in seiner Geburtsstadt Rom Schüler von Domenico Corvi, wo er Gaspare Landi und Domenico Pellegrini kennenlernte. Sein Bruder, der im Salon von Angelika Kauffmann verkehrte, machte ihn auch mit dem Bildhauer Antonio Canova bekannt. In der von Felice Giani ins Leben gerufenen Accademia de’Pensieri hatte Vicenzo Camucci 1790–1797 engen Kontakt zu Luigi Sabatelli, Giuseppe Bossi und Pietro Benvenuti. 
1802 trat Camuccini in die Accademia di San Luca ein, deren Princeps (Präsident) er bereits vier Jahre später wurde (bis 1810). Von da an fand er wichtige Förderer, die ihm öffentliche Aufträge gaben: Papst Pius VII. machte ihn 1803 zum Leiter der vatikanischen Mosaikfabrik und ließ ihn wenig später als „Generalinspektor der römischen Gemälde“ einen Großteil davon restaurieren sowie auch den Quirinalspalast und den Petersdom ausschmücken. Für Gregor XVI. durfte er die Vatikanische Pinakothek neu ordnen, nachdem vorher schon der König beider Sizilien, Franz I., ihn ganz nach Neapel holen wollte, weil er die dortige Nationalgalerie auf einen neuen Stand gebracht hatte. 
1810 reiste er nach München und Paris, wo er Napoleon vorgestellt wurde und Jacques Louis David kennenlernte.
1820 wurde Vincenzo Camuccini als auswärtiges Mitglied in die Académie des Beaux-Arts aufgenommen. 1829 wurde er zum Ehrenmitglied (Honorary NA) der National Academy of Design in New York gewählt. Von Papst Pius VIII. wurde Camuccini am 28. August 1830 zum Baron in den Adelsstand erhoben.
Ein Schlaganfall am 19. Februar 1842 hinderte Camuccini in seinen letzten Lebensjahren am Arbeiten. Sein Sohn Giovanni Battista Camuccini (25. April 1819–6. August 1906) war vor allem als Landschaftsmaler tätig und hinterließ eindrucksvolle Ölskizzen. Die von Vicenzo gemeinsam mit seinem Bruder Pietro zusammengetragene Sammlung flämischer und niederländischer Kunstwerke ging mit dem Verkauf durch Giovanni größtenteils in den Besitz des Herzog von Northumberland über. Der Rest und der künstlerische Nachlass Camuccinis befindet sich heute in Familienbesitz im Palazzo Camuccini Cesi in Cantalupo in Sabina, der von Giovanni erworben und eingerichtet worden war.

## Werk
Bis etwa zu seinem 30. Lebensjahr kopierte Camuccini vor allem ältere Meister, so z. B. Raffaels Grablegung 1789 im Auftrag Lord Bristols. Seine ersten und wohl auch bekanntesten eigenen Werke waren Der Tod der Virginia und Der Tod Caesars von 1798 (Neapel, Museo Nazionale di Capodimonte). Im Verlauf malte er vor allem nach altrömischen und kirchengeschichtlichen Motiven. 
Zu seinen besten Werken zählen seine Porträts zahlreicher europäischer Adliger und seiner Künstlerkollegen wie August Grahl oder Bertel Thorvaldsen.
Zwischen 1830 und 1832 entstanden die „Fatti principali della vita di Nostro Signor Gesù“, ein Zyklus von 84 Lithographien. Neben seinen Mosaiken für Sankt Peter im Vatikan schuf Camuccini auch Kopien von Gemälden Guido Renis und Domenichino, da er die Originale zu ihrer konservatorischen Sicherung in die vatikanischen Sammlungen bringen ließ.